# Howard Hodgkin
Sir Gordon Howard Eliot Hodgkin (Hammersmith, 1932. augusztus 6. – London, 2017. március 9.) brit absztraktionista festő, grafikus.

## Élete

### Fiatalkora
Gordon Howard Eliot Hodgkin 1932. augusztus 6-án született a londoni Hammersmith-ben. Édesapja, Eliot Hodgkin (1905–1973) az ICI vegyipari vállalatnál dolgozott menedzserként és ismert amatőr kertészeti szakértő volt. Felesége, Katherine botanikai illusztrátor volt. A második világháború alatt Eliot Hodgkin RAF tiszt volt.
Anyai nagyapja Gordon Hewart, 1st Viscount Hewart újságíró, jogász és legfőbb bíró volt, dédapjának idősebb testvére pedig Thomas Hodgkin tudós volt. Hodgkin az angol csendéleti festő, Eliot Hodgkin (1905–1987) unokatestvére volt.
A második világháború alatt Hodgkin-t édesanyjával és lánytestvérével az Egyesült Államokba evakuálták, ahol a New York-i Long Island-en éltek. Visszatérésükig az Eton College-n tanult, majd a dorseti Bryanston School-ra járt. Már gyerekkorában elhatározta, hogy művészetekkel kíván majd foglalkozni.
Tanulmányait a Camberwell Art School-ban végezte, majd később a Bath Academy of Art-ra iratkozott át, ahol Edward Piper tanult rajzolni alatta.

### Magánélete és halála
1955-ben Hodgkin összeházasodott Julia Lane-nel, akitől két gyermeke született. Hodgkin már a házasságkötés idején tudta, hogy homoszexuális, később elhagyta feleségét. 2009-ben a The Independent beszámolt arról, hogy 20 éve együtt él a zeneszerző Antony Peattie-vel egy négyemeletes grúz házban Bloomsbury-ben, a British Museum közelében
2017. március 9-én Hodgkin 84. életévében egy londoni kórházban hunyt el.

## Karrierje
Hodgkin első önálló bemutatója 1962-ben volt Londonban.
1980-ban John Hoyland meghívására kiállítási darabjaival vett részt a Hayward Gallery egy kiállításán Gillian Ayres, Basil Beattie, Terry Setch, Anthony Caro, Patrick Caulfield, Ben Nicholson és egyéb művészekkel együtt.
1984-ben Hodgkin képviselte Britanniát a Velencei biennálén, 1985-ben megnyerte a Turner-díjat és 1992-ben lovaggá ütötték.
Hodgkin 1995-ben festette meg a Venetian Views sorozatát, ami Velencét egy nézőpontból a nap négy különböző időpontjából ábrázolja. A Venice, Afternoon – a négy festmény egyike – egy rendkívül komplex festési procedúrának köszönhetően festőien színes hatást kelt. A festmény 2006 júniusában került a Yale Centre of British Art-ba, miután izraeli tulajdonosai felajánlották a múzeum Hodgkins kiállításához.
2003-ban II. Erzsébet brit királynő Order of the Companions of Honour kitüntetést adományozta neki. 2006-ban életművének legjelentősebb darabjait állította ki a Tate Britain. Még az évben a The Independent Brittana 100 legbefolyásosabb homoszexuális emberei közé választotta.
2010 szeptemberében öt híres brit művész alkotásaival (John Hoyland, John Walker, Ian Stephenson, Patrick Caulfield és R.B. Kitaj) együtt nyílt The Independent Eye: Contemporary British Art From the Collection of Samuel and Gabrielle Lurie címen kiállítása a Yale Center for British Art-ban.

## Kitüntetései
Hodgkin-t 1977-ben a Brit Birodalom Rendjének Commander (CBE) fokozatával tüntették ki és 1992-ben ütötték lovaggá. 1999-ben a London Institute tiszteletbeli tagjává vált. 2000-ben az Oxfordi Egyetem tiszteletbeli irodalomtudományi doktorává fogadta. 2003-ban az Order of the Companions of Honour kitüntetést kapta a művészetek terén tett érdemeiért.

## Fordítás
- Ez a szócikk részben vagy egészben  a   Howard Hodgkin című angol Wikipédia-szócikk ezen változatának fordításán alapul.  Az eredeti cikk szerkesztőit annak laptörténete sorolja fel. Ez a jelzés csupán a megfogalmazás eredetét és a szerzői jogokat jelzi, nem szolgál a cikkben szereplő információk forrásmegjelöléseként.

## Ajánlott irodalom
- Michael Auping, John Elderfield, Susan Sontag, Marla Price. Howard Hodgkin Paintings (angol nyelven). Thames & Hudson (1995). ISBN 0500279705
- Andrew Graham-Dixon. Howard Hodgkin (angol nyelven). Thames & Hudson (2001). ISBN 0500092982
- Liesbeth Heenk. Howard Hodgkin: The Complete Prints (angol nyelven). Thames & Hudson (2006). ISBN 9780500284391
- Marla Price. Howard Hodgkin: The Complete Paintings (angol nyelven). Thames & Hudson (2006). ISBN 9780500093290
- Enrique Juncosa. Writers on Howard Hodgkin (angol nyelven). Tate Publishing (2006). ISBN 9781854376749
- Alan Hollinghurst. Howard Hodgkin (angol nyelven). Gagosian Gallery (2008). ISBN 1932598715

## Külső hivatkozások
- Hivatalos weboldal
- Artchive information
- Artcyclopedia information
- Egy interjú Hodgkin-nel (.ram formátum) Archiválva 2012. március 25-i dátummal a Wayback Machine-ben
- Kiállítása Archiválva 2012. február 3-i dátummal a Wayback Machine-ben a Tate Galériában, London, 2006. június 10. – szeptember 10.